# Acetaldehid
Acetaldehid (acet- + aldehid; etanal, etil aldehid, octeni aldehid, CH3CHO ili C2H4O) jest bezbojna, lako hlapljiva tekućina oštra mirisa.

## Osobine
Vrelište joj je već na 21 °C. Vrlo je reaktivan, a miješa se s vodom i organskim otapalima i ponaša se tipično u svim svojim reakcijama. Polimerizacijom daje paraldehid i metaldehid.

## Dobivanje
Industrijski se proizvodi:
1. Oksidacijom etanola sa zrakom, iznad srebra kao katalizatora.
2. Katalitičkom adicijom vode na acetilen, to jest hidratacijom acetilena.
Nešto acetaldehida dobiva se kao nusprodukt pri industrijskih fermentacijama.

Acetaldehid je redovni sastojak vina, i nastaje u tijeku alkoholnog vrenja mošta (dekarboksilacijom pirogrožđane kiseline), da bi redukcijom prešao u etanol. Ako u moštu ima slobodnog SO2, acetaldehid će se s njime svezati u stabilan spoj (etanolsulfonsku kiselinu) koji ima nisku konstantu disocijacije (svega 0,003 x 10−3).

Mlada vina, nastala iz pravilno sulfitiranog mošta i vina, sadrže do 50 mg/l acetaldehida, dok je taj sadržaj kod prekomjerno sulfitiranih vina dvostruk, a kod slatkih i specijalnih vina i četverostruko veći.

Kada vino stari u drvenim bačvama, tada manja količina etanola oksidacijom prelazi u acetaldehid; (CH3CH2OH + O --> CH3CHO + HOH). To je put nastanka octene kiseline (CH3CH2OH + O2 = CH3COOH + H2O), pa kažemo da je acetaldehid njen prekurzor ili preteča.
Povećan sadržaj acetaldehida kvari vinu organoleptička svojstva, pa podrumar odgovarajućim postupcima može zaustaviti njegovo prekomjerno nastajanje.
Laboratorijski se može pripraviti reakcijom etanola s bakrovim(II) oksidom:
C2H5OH + CuO --> CH3CHO + Cu + H2O
Od 1945.g. proizvdene su velike količine iz smjese propan-butan iz zemnog plina, uz kontroliranu oksidaciju sa zrakom.

## Upotreba
Najviše se acetaldehida upotrebljava kao međuprodukt za sintezu važnih kemijskih organskih spojeva i proizvoda, npr. octene kiseline i acetanhidrida oksidacijom sa zrakom, umjetnih smola, butanola i n-butilalkohola kondenzacijom u krotonski aldehid, iza koje slijedi katalitička redukcija;
2 CH3CHO --> (razrj. NaOH) --> CH3CHOHCH2CHO --> [H+]
CH3CH=CHCHO --> H2 / Cu na plovućcu pri 200 °C --> CH3CH2CH2CH2OH
te etilacetata koji nastaje Tiščenkovom reakcijom.
Acetaldehid se također upotrebljava kao akcelerator u proizvodnji gume, trimera paraldehida i tetramera metaldehida.

Nalazi i vrlo široku primjenu; aroma za šljivovicu, vinjak, viski, te u nekim sirevima.